# (10004) Игорьмакаров
Игорьмакаров — типичный астероид главного пояса был открыт 29 октября 1975 года в Крымской астрофизической обсерватории.

## Наблюдения
Всего этот астероид наблюдали 1862 раза в 36 обсерваториях по данным на 03.02.2021. Первоначально был назван 1975 VV2. Был назван в 2001 году в честь Игоря Михайловича Макарова, советского и российского учёного в области робототехники и гибкого автоматизированного производства, академика РАН по Отделению нанотехнологий и информационных технологий, на момент названия заместителя министра высшего и среднего образования СССР по вопросам науки.

## Расстояние до планет солнечной системы
| Название | Расстояние в а. е. |
| -------- | ------------------ |
| Меркурий | 2.17166            |
| Венера   | 1.86077            |
| Земля    | 1.61162            |
| Марс     | 1.25014            |
| Юпитер   | 1.99866            |
| Сатурн   | 5.82026            |
| Уран     | 14.806             |
| Нептун   | 26.9651            |

## Возможность миссии
| Название     | на орбиту | С посадкой |
| ------------ | --------- | ---------- |
| SLS          | 26 т      | 3595 кг    |
| Falcon Heavy | 3 т       | 430 кг     |
| Delta Heavy  | 4 т       | 560 кг     |
| Atlas 5      | 1 т       | 230 кг     |